# Lepilemur jamesorum
Lépilémur de Manombo, Lépilémur de James
Espèce
Statut de conservation UICN

 CR B1ab(i,iii,v) : 
En danger critique
Le lépilémur de Manombo  ou lépilémur de James (Lepilemur jamesorum) est un lépilémur, une espèce de primate lémuriforme nocturne de la famille de Lepilemuridae. Comme presque tous les lémuriens, il est endémique de l'île de Madagascar. Il est strictement végétarien, se nourrissant uniquement de feuilles, de fruits, de graines, d'écorces et de fleurs.
L'espèce a été décrite pour la première fois en 2006 grâce à une étude des relations phylogénétiques entre les différents lépilémur, qui a mis à jour l'existence de onze espèces auparavant inconnues. Initialement décrite sous le nom Lepilemur jamesi, l'espèce a été renommée en 2009 Lepilemur jamesorum.

## Distribution

Aire de répartition du Lepilemur jamesorum.

Le lépilémur de Manombo ou lépilemur de James se rencontre au Sud-Est de l'île de Madagascar dans la région d'Atsimo-Atsinanana dans une toute petite aire de répartition ce qui fait que cette espèce est en danger. Il vit dans des forets côtières de basses altitude dépassant rarement les 200 mètres au dessus du niveau de la mer.

## Description
Lepilemur jamesorum est une grande espèce de Lépilemur faisant 56 cm de long dont 30 cm rien que pour la queue ce qui est assez semblable en taille au Lepilemur des grewcock. Cette espèce possède une fourrure courte et lisse généralement brune sur le dessus avec une ligne médiane partant du front jusqu'à la base de la queue. Le dessous est brun grisâtre pâle et s'étend sur les membres. Le visage se compose d'un masque brun foncé sur la face entouré d'une zone gris blanchâtre allant de la gorge et menton jusqu'aux oreilles. Cette espèce fait environ 964 grammes ce qui est un peu plus petit que le Lépilémur du Betsileo qui fait en moyenne entre 1 et 1, 2 kg.

## Menaces et conservation
Lepilemur jamesorum est une des dix-huit espèces de primates de Madagascar à avoir été incluses entre 2000 et 2020 dans la liste des 25 primates les plus menacés au monde (2016 ; 2018).